# Луп (Техас)
Луп (англ. Loop) — переписна місцевість (CDP) в США, в окрузі Ґейнс штату Техас. Населення — 216 осіб (2020).

## Географія
Луп розташований за координатами 32°54′51″ пн. ш. 102°24′53″ зх. д. / 32.91417° пн. ш. 102.41472° зх. д. (32.914189, -102.414709).  За даними Бюро перепису населення США в 2010 році переписна місцевість мала площу 9,17 км², уся площа — суходіл.

## Демографія
Згідно з переписом 2010 року, у переписній місцевості мешкало 225 осіб у 79 домогосподарствах у складі 62 родин. Густота населення становила 25 осіб/км².  Було 99 помешкань (11/км²).
Расовий склад населення:
| - 85,3 % — білих - 4,0 % — чорних або афроамериканців - 1,8 % — корінних американців - 0,4 % — азіатів - 6,2 % — осіб інших рас |

До двох чи більше рас належало 2,2 %. Частка іспаномовних становила 42,7 % від усіх жителів.
За віковим діапазоном населення розподілялося таким чином: 29,3 % — особи молодші 18 років, 56,0 % — особи у віці 18—64 років, 14,7 % — особи у віці 65 років та старші. Медіана віку мешканця становила 41,3 року. На 100 осіб жіночої статі у переписній місцевості припадало 116,3 чоловіків;  на 100 жінок у віці від 18 років та старших — 109,2 чоловіків також старших 18 років.
Середній дохід на одне домашнє господарство  становив 77 003 долари США (медіана — 46 528), а середній дохід на одну сім'ю — 83 134 долари (медіана — 47 222). Медіана доходів становила 46 389 доларів для чоловіків та 29 063 долари для жінок. За межею бідності перебувало 7,8 % осіб, у тому числі 11,5 % дітей у віці до 18 років та 9,4 % осіб у віці 65 років та старших.
Цивільне працевлаштоване населення становило 150 осіб. Основні галузі зайнятості: сільське господарство, лісництво, риболовля — 40,0 %, освіта, охорона здоров'я та соціальна допомога — 28,0 %, будівництво — 13,3 %, транспорт — 5,3 %.